# Proiectul Gutenberg
Proiectul Gutenberg (abreviat adesea ca PG) este un efort voluntar de a digitaliza, arhiva și distribui lucrări culturale. Fondat în 1971, proiectul reprezintă cea mai veche bibliotecă digitală. Majoritatea obiectelor acestuia sunt texte integrale din cărți aflate în domeniul public. Proiectul încearcă să-și mențină obiectele gratuite, transformându-le totodată în formate ce pot fi folosite aproape pe orice computer.

## Istorie
Proiectul Gutenberg a fost început de către Michael Hart în 1971. Hart, student al Universității din Illinois, a obținut acces la un calculator mainframe tip Xerox Sigma V în laboratorul de cercetare al universității. Datorită operatorilor prietenoși, Hart primește un cont de durată nelimitată la computer; valoarea sa a fost estimată variat între $100,000 și $100,000,000. Hart a spus că dorea să "dea înapoi" acest cadou făcând ceva care ar fi valorat această sumă.
Computerul respectiv avea să devină unul dintre cele 15 noduri din rețeaua de calculatoare ce avea să devină ulterior Internetul. Hart era de părere că într-o bună zi computerele vor deveni accesibile publicului și a decis să facă disponibile în mod gratuit lucrări de literatură. Întâmplător avea în ghiozdan o copie a Declarației de Independență a Statelor Unite și aceasta a devenit primul e-text al Proiectului Gutenberg. 
A denumit proiectul în cinstea lui Johannes Gutenberg, tipograful german din secolul XV care a propulsat revoluția presei de imprimare detașabile.
Până la mijlocul anilor 1990, Hart dirija activitatea PG de la Colegiul Benedictin Illinois. Mai mulți voluntari s-au alăturat acestui efort. La început, majoritatea textelor au fost adăugate manual, până la îmbunătățirea și distribuirea scanerelor pentru imagini și a programelor pentru recunoașterea optică a caracterelor.
Hart a ajuns mai târziu la un acord cu Universitatea Carnegie Mellon, care a fost de acord să administreze finanțele Proiectului Gutenberg. Pe măsură ce volumul textelor electronice creștea, voluntarii au preluat operațiile zilnice ale proiectului pe care Hart la executase până atunci.
În 2000, o corporație non-profit, Fundația de Arhivistică Literară a Proiectului Gutenberg, Inc. s-a deschis în Mississippi pentru a îngriji nevoile legale ale proiectului. Donațiile către proiect sunt deductibile. Gregory Newby, voluntar cu vechime la PG a fost numit primul CEO al fundației.
Pietro Di Miceli, un voluntar italian, a creat și administrat primul sit web al Proiectului Gutenberg și a început dezvoltarea primului catalog online. În cei peste zece ani de participare, paginile proiectului au câștigat un număr de premii, deseori fiind integrat în listări de excelență, contribuind astfel la popularitatea proiectului .
Începând din 2004, un catalog online îmbunătățit a ușurat navigarea, accesarea și legarea către PG.
Proiectul Gutenberg este găzduit acum de către ibiblio la Universitatea din Carolina de Nord la Chapel Hill.

## Scopul colecției
Din martie 2006, Proiectul Gutenberg a declarat posesia a 18000 de lucrări în colecția sa, Cu o medie de peste 50 de cărți în format electronic adăugate saptamanal. 
Majoritatea sunt lucrări de literatură din cultura vestică. Pe lângă forme literare cum ar fi nuvela, poezia, povești scurte sau dramă, PG conține și cărți de rețete culinare, lucrări de referință, reviste si periodice. Colecția PG conține și înregistrări non-text cum ar fi fișiere audio sau partituri.
Mojoritatea lucrări sunt în limba engleză dar există un numar semnificativ de lucrări în germană, franceză, italiană, spaniolă, olandeză, finlandeză și chineză.
De câte ori este posibil, lucrările Gutenberg sunt distribuite sub formă de fișiere text, în principal folosind setul de caractere US-ASCII dar frecvent și folosind setul de caractere extins, ISO-8859-1. Lucrările trimise de colaboratori sunt oferite și în alte formate, în majoritatea cazurilor HTML. Tipurile de fișiere mai dificil de editat, cum ar fi PDF, nu sunt recomandate de către membrii PG deoarece publicul este astfel dependent de anumite programe specializate și deseori comerciale. De mulți ani, se poartă discuții pentru a se utiliza o variantă a XML, dar progresul discuțiilor este foarte lent.

## Idealuri
Michael Hart a spus în 2004:
"The mission of Project Gutenberg is simple: 'To encourage the creation and distribution of eBooks.'" 
"Misiunea Proiectului Gutenberg este simplă: 'Încurajarea creației și distribuirii cărților în format electronic.'" 
Un motto al acestui proiect este "înlăturarea barierelor numite Ignoranță și Analfabetism", deoarece voluntarii proiectului continuă să răspândească învățătura și aprecierea pentru litaratură, așa cum bibliotecile publice au început această activitate la începutul secolului 20.
Project Gutenberg este în mod intenționat descentralizat. De exemplu, nu exista un regulament de selecție care să dicteze ce texte pot fi adăugate. Voluntarii lucrează în domeniul preferat sau la lucrări accesibile lor.
Colecția PG intenționează să păstreze lucrările pe termen lung, pentru a nu se pierde în urma unui accident localizat. Din acest motiv, toată colecția este arhivată zilnic și distribuită în mod automat în mai multe locații, pe diverse servere.

## Probleme privind drepturile de autor
Project Gutenberg verifică foarte atent starea lucrărilor, bazându-se pe legeile referitoare la copyright din Statele Unite Ale Americii. Lucrările sunt adăugate în arhiva PG doar după aprobarea lor, informațiile despre copyright sunt salvate pentru orice necesitate.
Spre deosebire de alte proiecte de librării digitale, Project Gutenberg nu își asumă dreptul de copyright pe titlurile pe care acesta le publică. PG încurajează reproducerea si distribuirea gratuită a lucrărilor.
Majoritatea lucrărilor din colecția PG sunt distribuite domeniului public sub legile dreptului de copyright ale Statelor Unite ale Americii. Textul legal atașat fiecarei lucrări introduce anumite restricții cu privire la ceea ce se poate face textul din aceste lucrări (cum ar fi distribuirea lucrărilor într-o formă modificată sau comercializarea acestora) atât timp cât marca înregistrată Project Gutenberg este folosită. Dacă acest antet este șters și marca înregistrată nu este folosită, textul oferit domeniului public poate fi refolosit fără restricții.
Există și un număr mic de lucrări supuse legilor de copyright, pentru care Project Gutenberg a primit permisiunea de a le distribui. Aceste lucrări sunt supuse unor restricții diferite, în funcție de specificațiile deținătorului de copyright.
În 1998, legea Copyright Term Extension Act a extins durata protecției lucrărilor deja protejate prin copyright la 20 de ani. Această schimbare a blocat încercarea Project Gutenberg de a adăuga multe titluri, titluri care altfel ar fi fost transferate domeniului public in Statele Unite ale Americii.

## Critici
Project Gutenberg a fost criticat pentru lipsa rigorii științifice din lucrările sale: de exemplu, detalierea inadecvată a edițiilor sau omisiunea prefețelor originale sau a notelor critice. O îmbunătățire notabilă în păstrarea acestor texte poate fi observată prin comparația cu texte mai vechi; majoritatea lucrărilor noi păstrează informațiile referitoare la ediție si prefața lucrărilor.

## Proiecte afiliate
Toate proiectele afiliate sunt organizații independente care împart aceleași idealuri și au obținut permisiunea de a folosi marca înregistrată a Project Gutenberg. În cele mai multe cazuri, aceste organizații se concentrează pe anumite naționalități sau limbaje.
- Project Gutenberg Australia oferă multe texte aflate în domeniul public potrivit legilor referitoare la copyright ale Australiei, dar încă sub copyright (sau care au o stare necunoscută) în Statele Unite ale Americii, cu o concentrare pe texte ale unor scriitori australieni sau pe cărți despre Australia.
- PG-EU este un proiect soră a PG care funcționează sub legile referitoare la copyright ale Uniunii Europene. Scopul acestui proiect este de a include un număr cât mai mare de limbaje în Project Gutenberg. Toate lucrările sunt scrise în Unicode pentru a exista siguranța că toate alfabetele sunt reprezentate cu ușurință și corect.
- Project Gutenberg Philippines  Arhivat în 24 august 2007, la Wayback Machine. intenționează să ofere cât mai multe cărți către cât mai multe persoane posibil, cu un accent pe lucrări din Philippine sau în limbaje folosite in regiunea Philippine".
- Project Gutenberg Europe  Arhivat în 20 august 2007, la Wayback Machine. este un proiect condus de Project Rastko în Serbia-Muntenegru. Scopul acestui proiect este să devină un Project Gutenberg pentru toată Europa și a început să distribuie primele lucrări în 2005. Proiectul se folosește de programe specializate care permit corectarea unei singure lucrări de către foarte multe persoane, aflate in diverse părți ale globului ("Distributed Proofreaders").
- Project Gutenberg Luxembourg  publică de preferință lucrări scrise în luxemburgheză.
- Project Gutenberg Consortia Center  este un proiect afiliat specializat pe colecții de colecții. Aceste colecții nu sunt supravegheate de către editorii PG sau consistența de format a PG. Proiectul oferă colecții tematice, in multe limbaje.
- Projekti Lönnrot  este un proiect început de voluntari finlandezi ai Project Gutenberg.

Deși Projekt Gutenberg-DE a primit permisiunea de a folosi numele Gutenberg cu mulți ani în urmă, nu toată lumea consideră acest proiect unul afiliat PG din cauza diferențelor de mentalitate. Projekt Gutenberg-DE protejează toate lucrările prin copyright și limitează accesul la aceste lucrări oferind doar versiuni pentru Internet ale acestora.
Pentru o listă cu proiecte similare, unele inspirate de Project Gutenberg, vedeți lista de proiecte de librării digitale.